# 중층편평상피
중층편평상피(重層扁平上皮, 영어: stratified squamous epithelium)는 기저막 위에 납작한 모양의 상피세포가 여러 층으로 배열되어 구성된 상피이다. 상피 중 오직 한 층만 기저막과 접하고 있으며 다른 층들은 구조적 통합성을 유지하기 위해 서로 붙어 있다. 이런 유형의 상피를 편평상피라고 부르기는 하지만 모든 층의 상피세포가 납작한 것은 아니다. 이는 상피의 이름을 표면에 위치한 세포 유형에 따라 붙이는 관습 때문이다. 더 깊은 층에서는 세포가 원주형이나 입방형일 수 있다. 세포사이공간은 없다. 중증편평상피는 기저막이 노출되기 전에 가장 두꺼운 층이 순차적으로 벗겨지고 교체되기 때문에 몸에서 지속적으로 마모되는 부위에 적합하다. 피부의 가장 바깥쪽 층을 형성하며 입, 식도, 질의 안쪽을 둘러싸고 있다.
포유류, 파충류, 조류 피부의 표피에서 중층편평상피 바깥쪽의 케라틴 층은 각질층이라고 한다. 각질층은 각질화되어 죽은 편평상피세포들로 이루어져 있다. 주기적으로 각질층은 버려진다.

## 구조

### 비각질
비각질화된 표면은 체내의 분비물을 통해 건조해지지 않고 축축한 상태를 유지해야 한다. 각질층의 세포들은 간혹 케라틴이 없고 살아 있기도 하다.
비각질중층편평상피의 예시에는 구강, 인두, 눈의 결막, 식도 위쪽 1/3, 곧창자, 여성의 외부성기, 질을 둘러싸고 있는 상피가 있다.
비각질상피의 표면도 얕은 층에는 상피의 나이나 받은 손상의 정도에 따라 다양한 두께의 각질화된 표면이 소수 존재한다. 각질세포가 약간 존재하는 경우도 있다.

### 각질
각질화된 표면은 케라틴 단백질에 의해 보호된다. 케라틴은 상피를 비투과성으로 만들고 건조하게 한다. 각질중층편평상피의 예시에는 피부, 손바닥과 발바닥의 표피, 저작점막이 있다.

## 추가 이미지

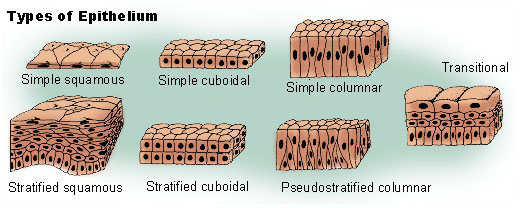
상피
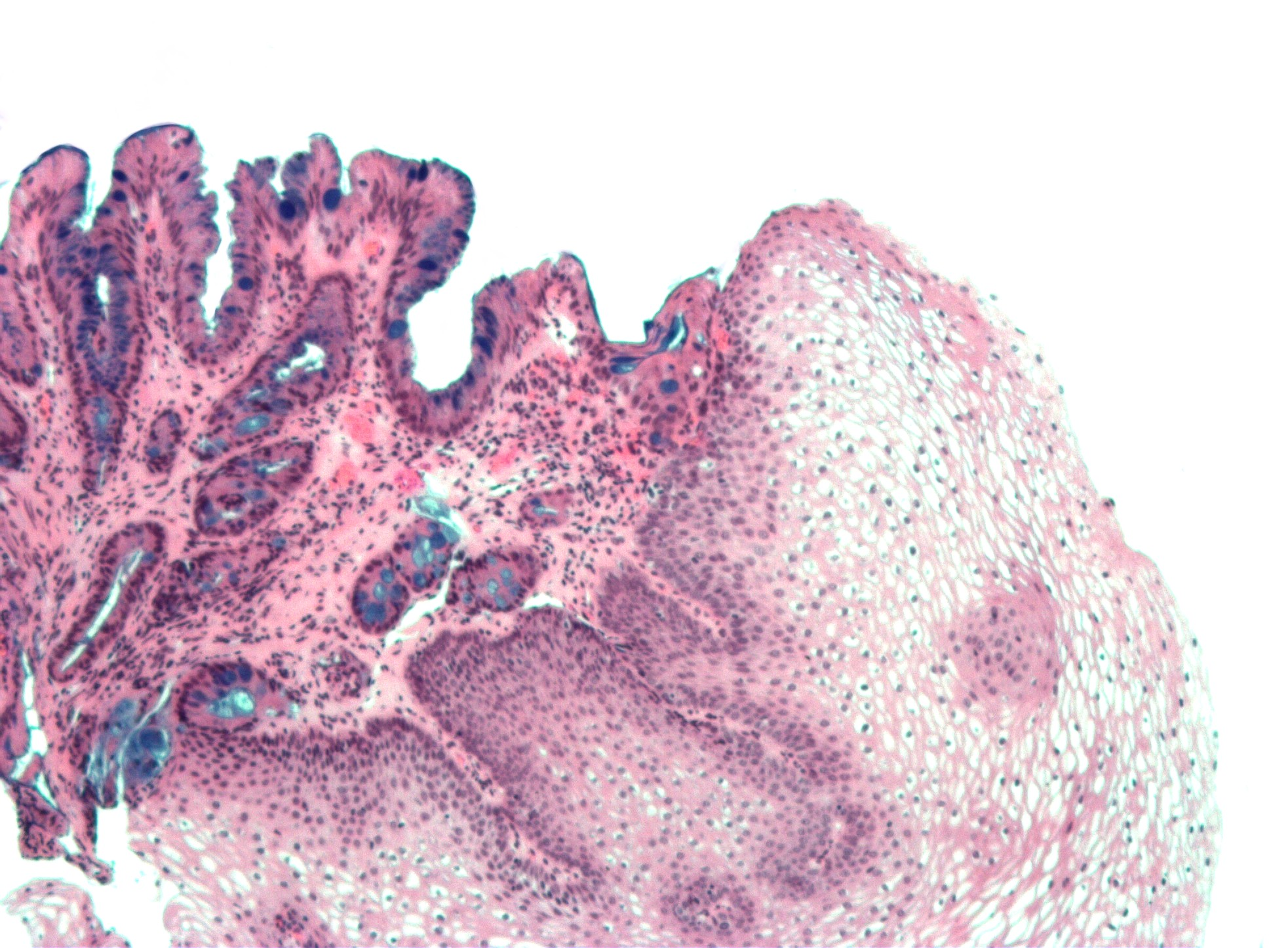
정상 중층편평상피와 화생이 일어난 바렛 식도의 상피 (그림의 왼쪽). 알시안블루 염색.
비각질중층편평상피. 그림에는 상피세포의 핵, 그 외 상피층, 아래쪽의 결합조직이 강조되어 있다.